# Quái quả núi cao

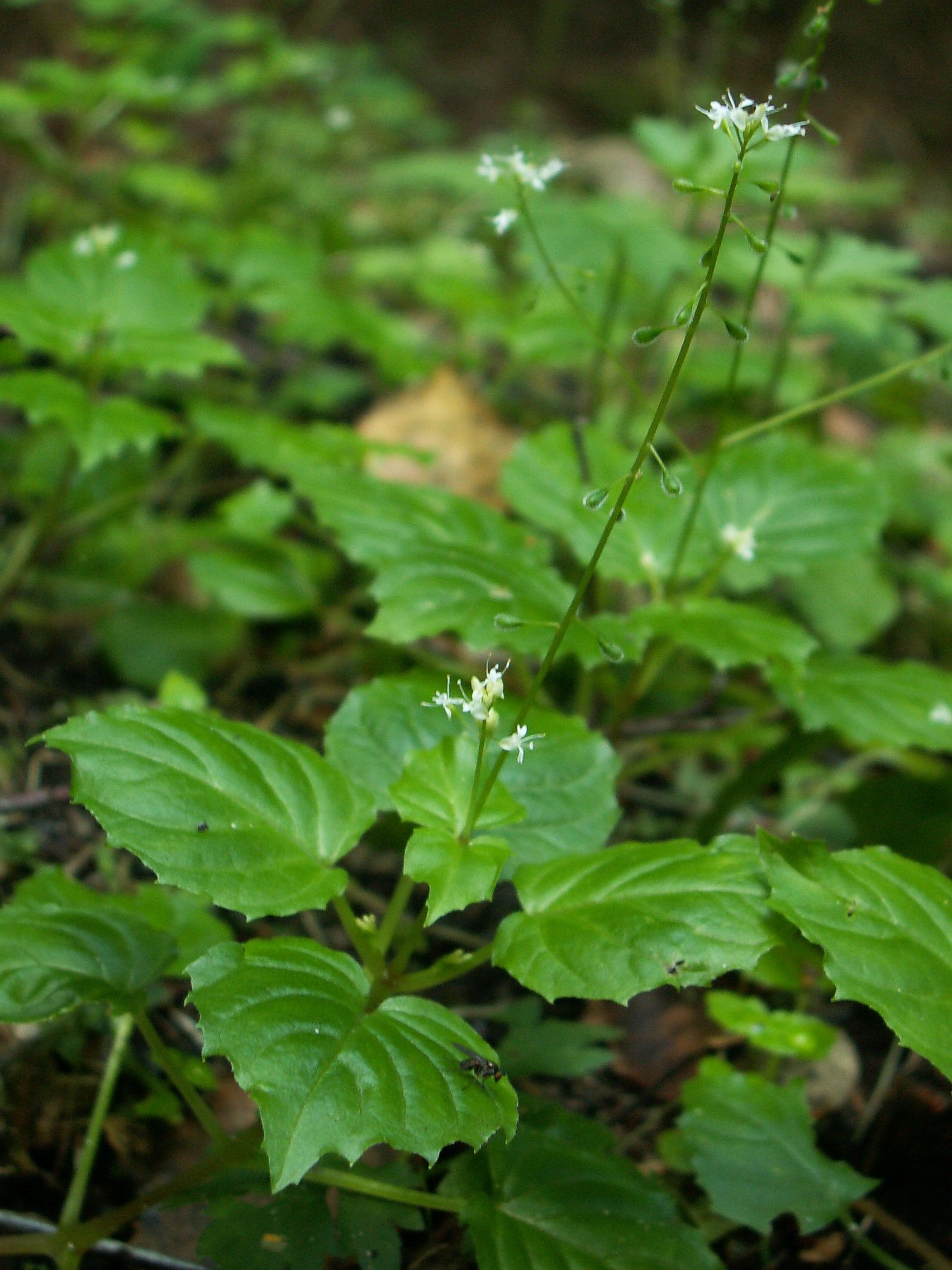

Quái quả núi cao hay rau núi (danh pháp hai phần: Circaea alpina) là một loài thực vật có hoa trong họ Anh thảo chiều. Loài này được L. miêu tả khoa học đầu tiên năm 1753.

## Hình ảnh

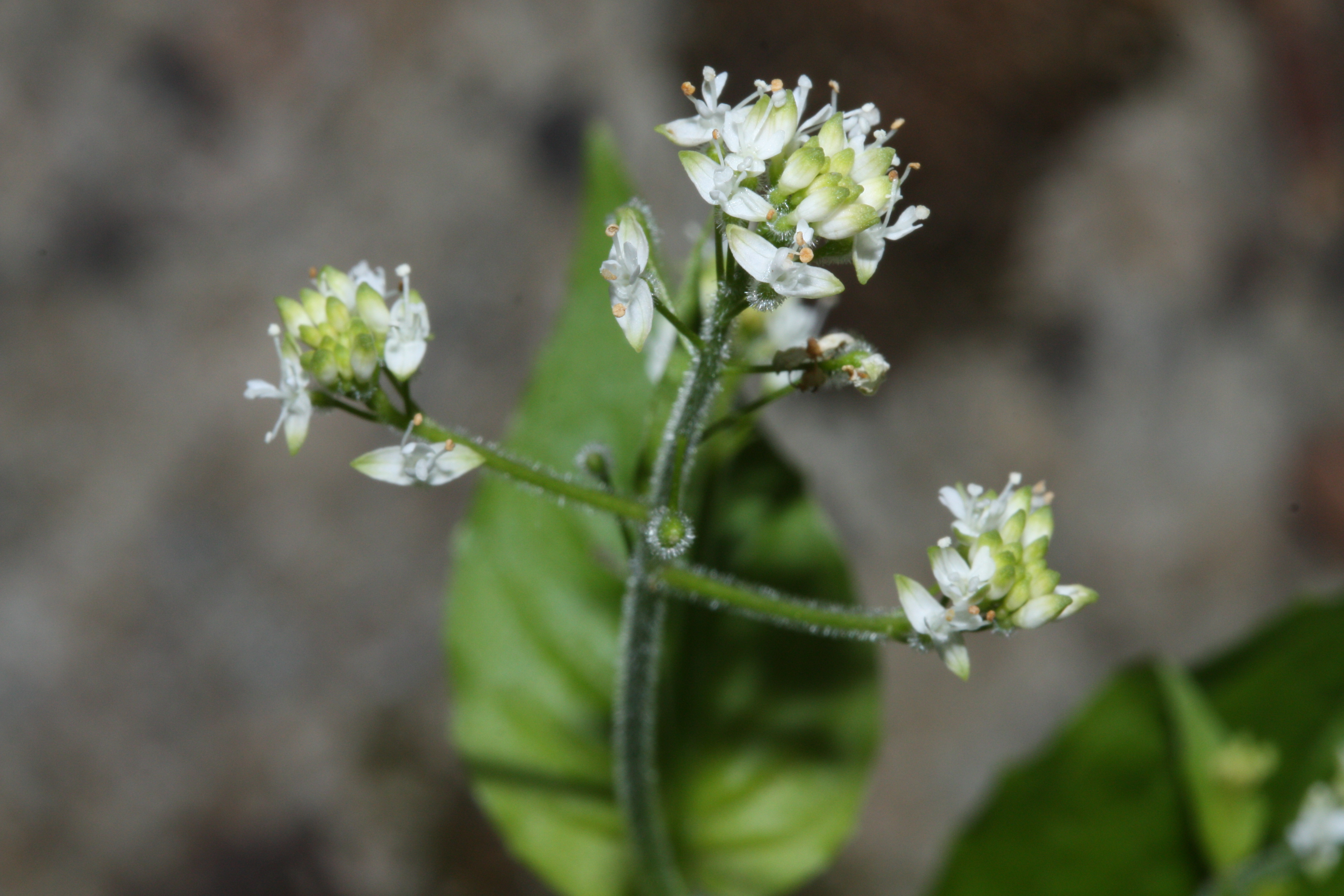
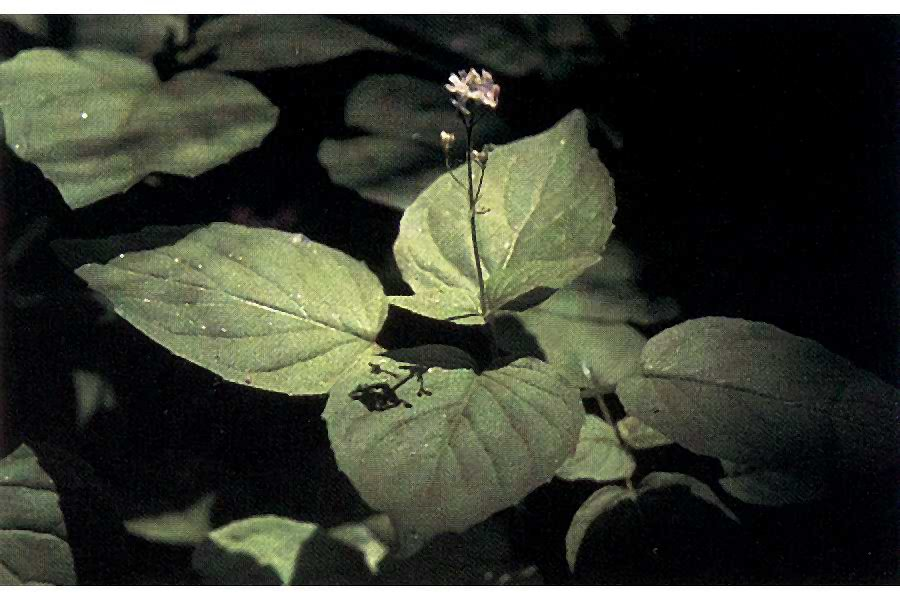
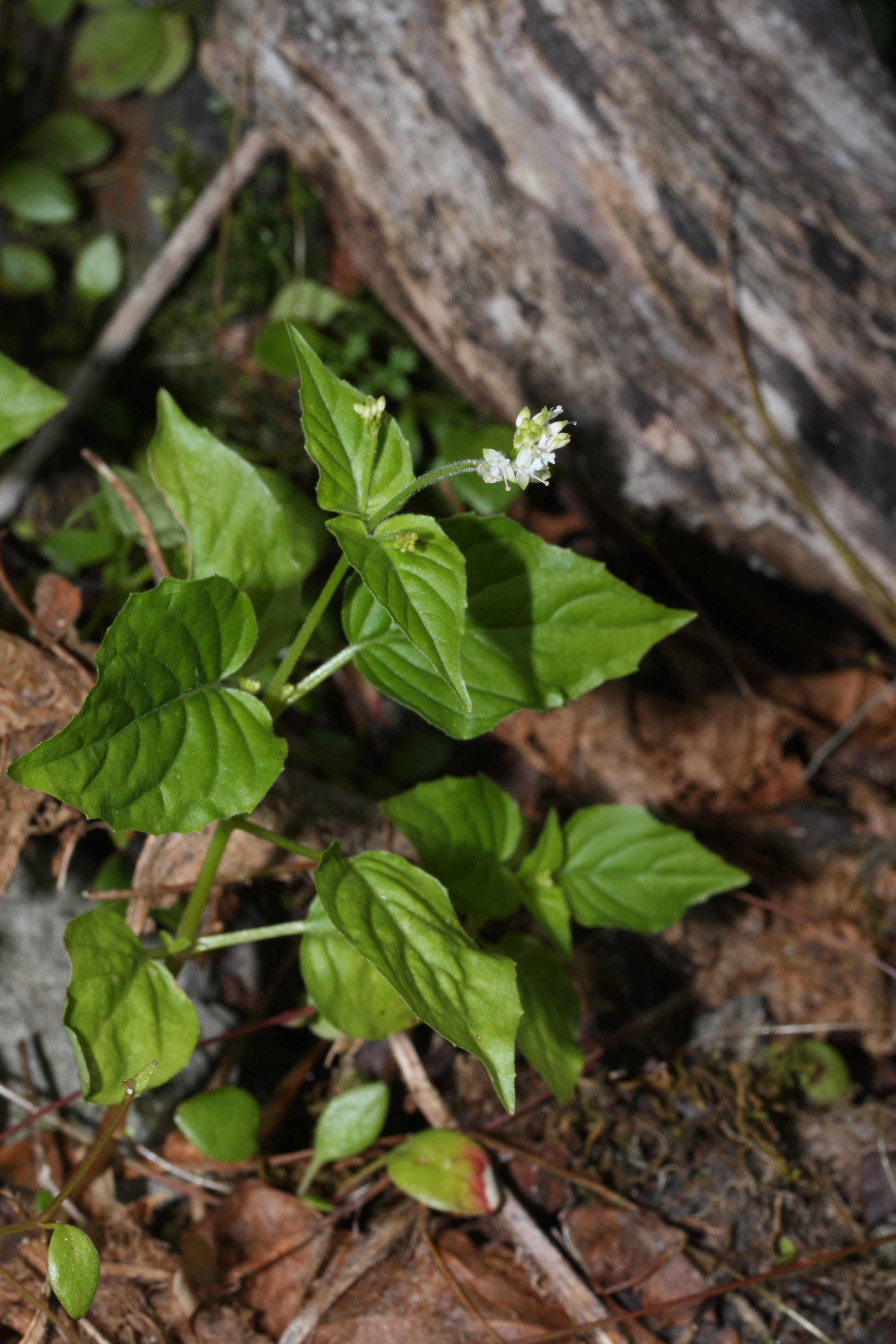
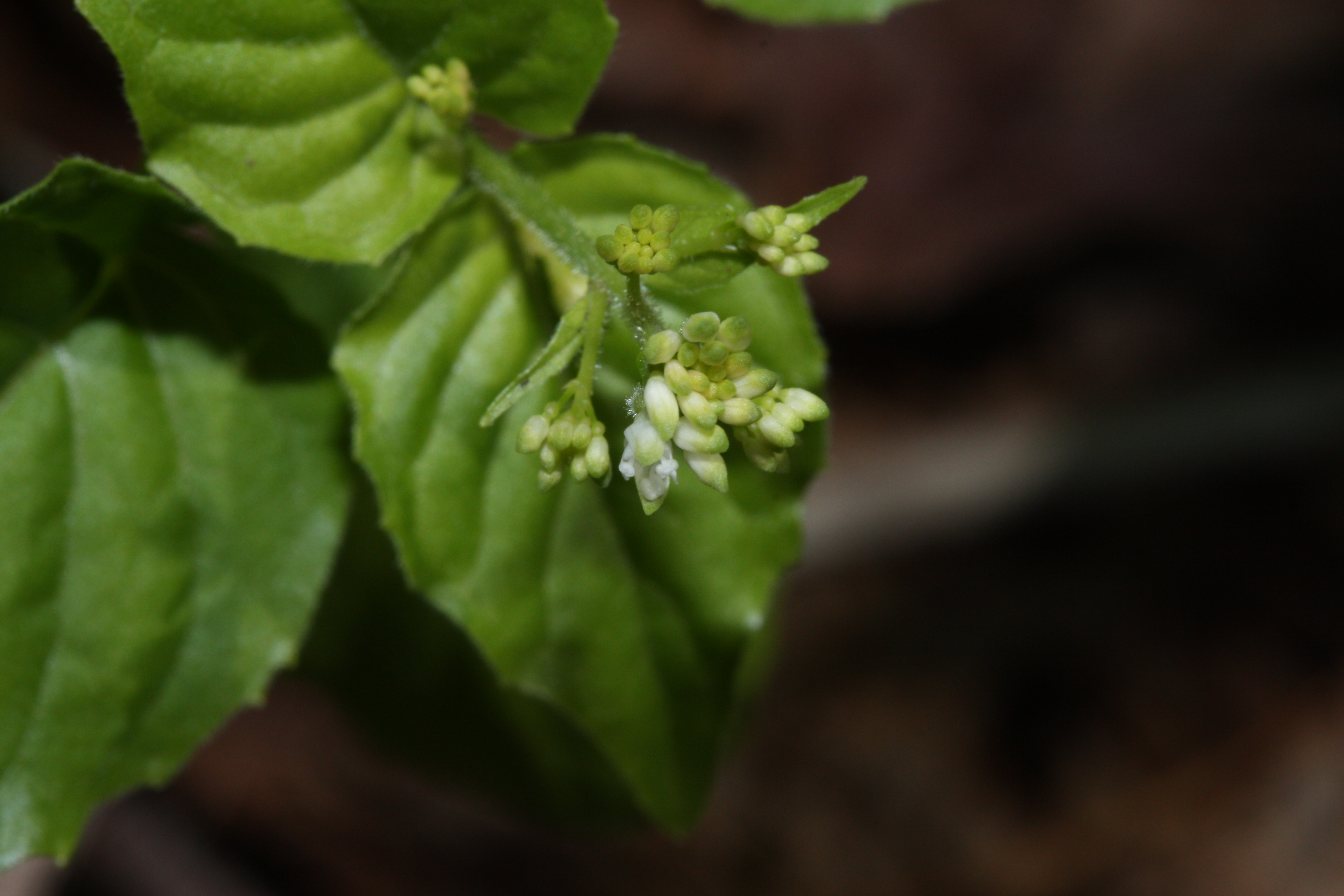